# Remetekert
Remetekert este o arie protejată (arie specială de conservare — SAC, sit de importanță comunitară — SCI) din Ungaria întinsă pe o suprafață de 971,81 ha, integral pe uscat.

## Localizare
Centrul sitului Remetekert este situat la coordonatele 46°48′24″N 17°01′30″E / 46.806667°N 17.025°E.

## Înființare
Situl Remetekert a fost declarat sit de importanță comunitară în mai 2004 pentru a proteja 8 specii de animale. Situl a fost protejat și ca arie specială de conservare în februarie 2010.

## Biodiversitate
Situată în ecoregiunea panonică, aria protejată conține 3 habitate naturale: Păduri ilirice de stejar și carpen (Erythronio-Carpinion), Păduri ilirice de Fagus sylvatica (Aremonio-Fagion), Păduri aluvionare cu Alnus glutinosa și Fraxinus excelsior (Alno-Padion, Alnion incanae, Salicion albae).
La baza desemnării sitului se află mai multe specii protejate:
- mamifere (2): liliac cu urechi mari (Myotis bechsteinii), liliac comun (Myotis myotis)
- nevertebrate (6): croitorul mare al stejarului (Cerambyx cerdo), Cucujus cinnaberinus, Euplagia quadripunctaria, rădașcă (Lucanus cervus), croitorul cenușiu al stejarului (Morimus funereus), Rosalia alpina

Pe lângă speciile protejate, pe teritoriul sitului au mai fost identificate 14 specii de plante, 3 specii de păsări.